# طراحی داخلی

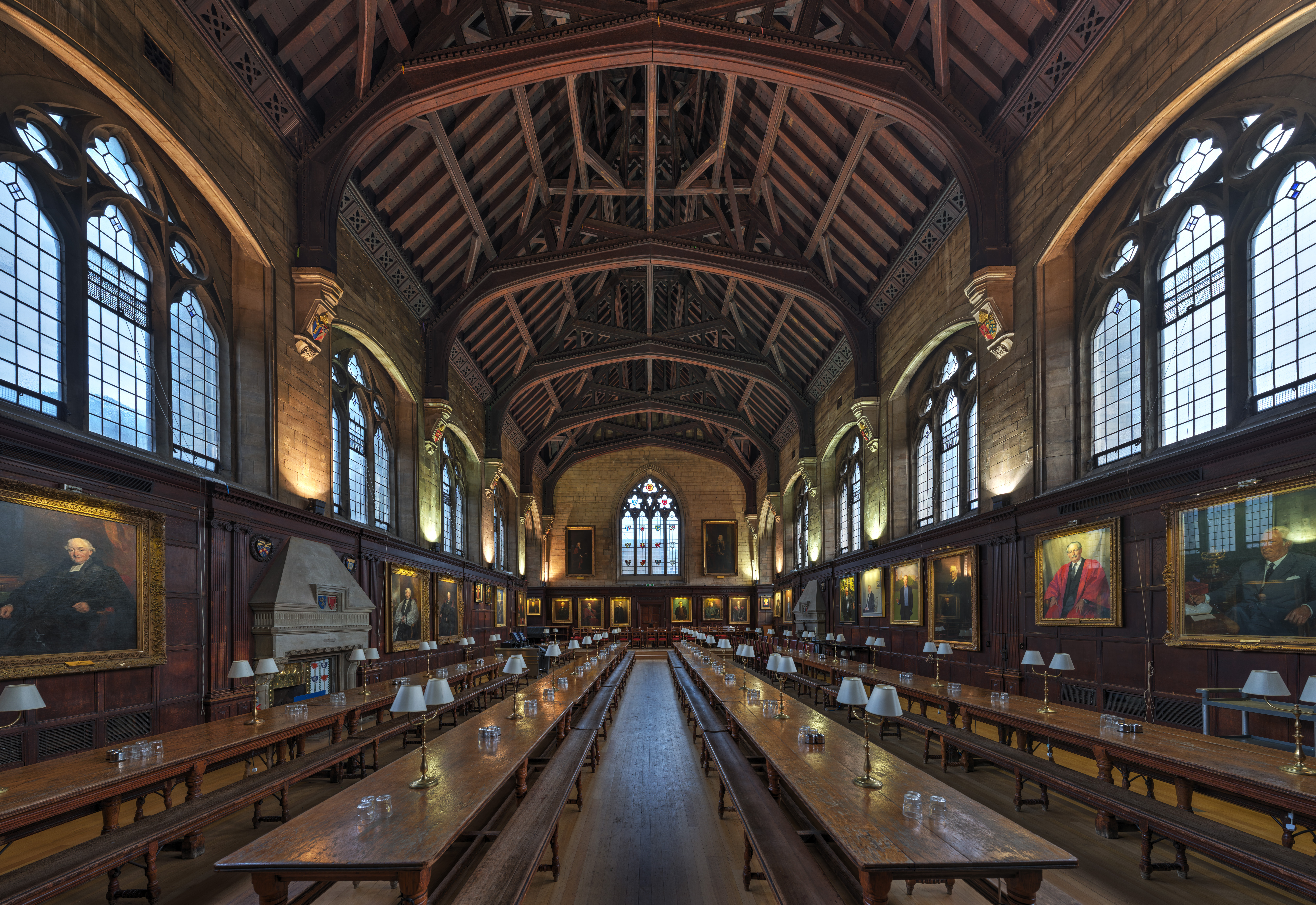
یک مثال تاریخی: سالن غذاخوری کالج بالیول، آکسفورد

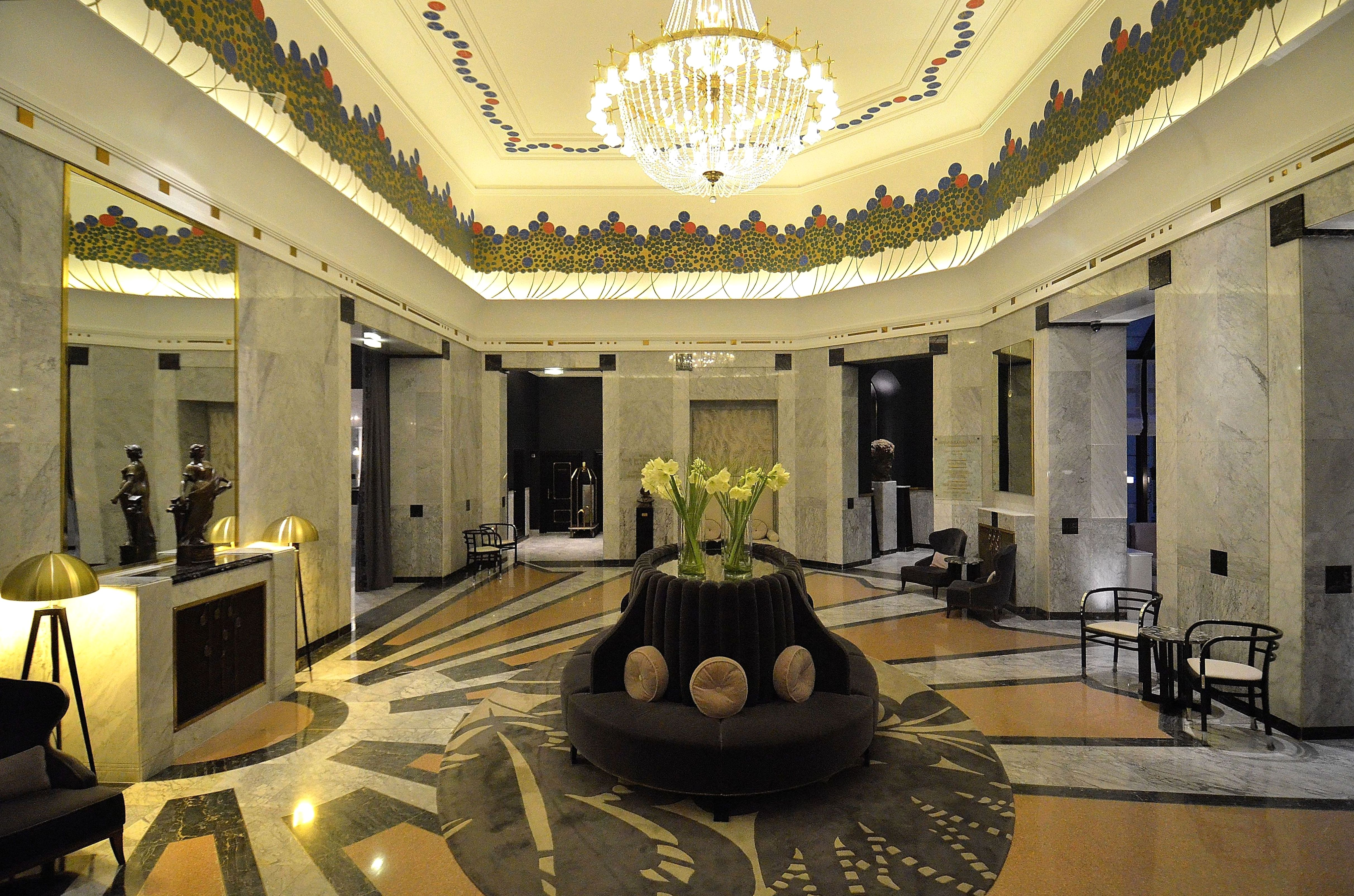
لابی هتل بریستول، ورشو

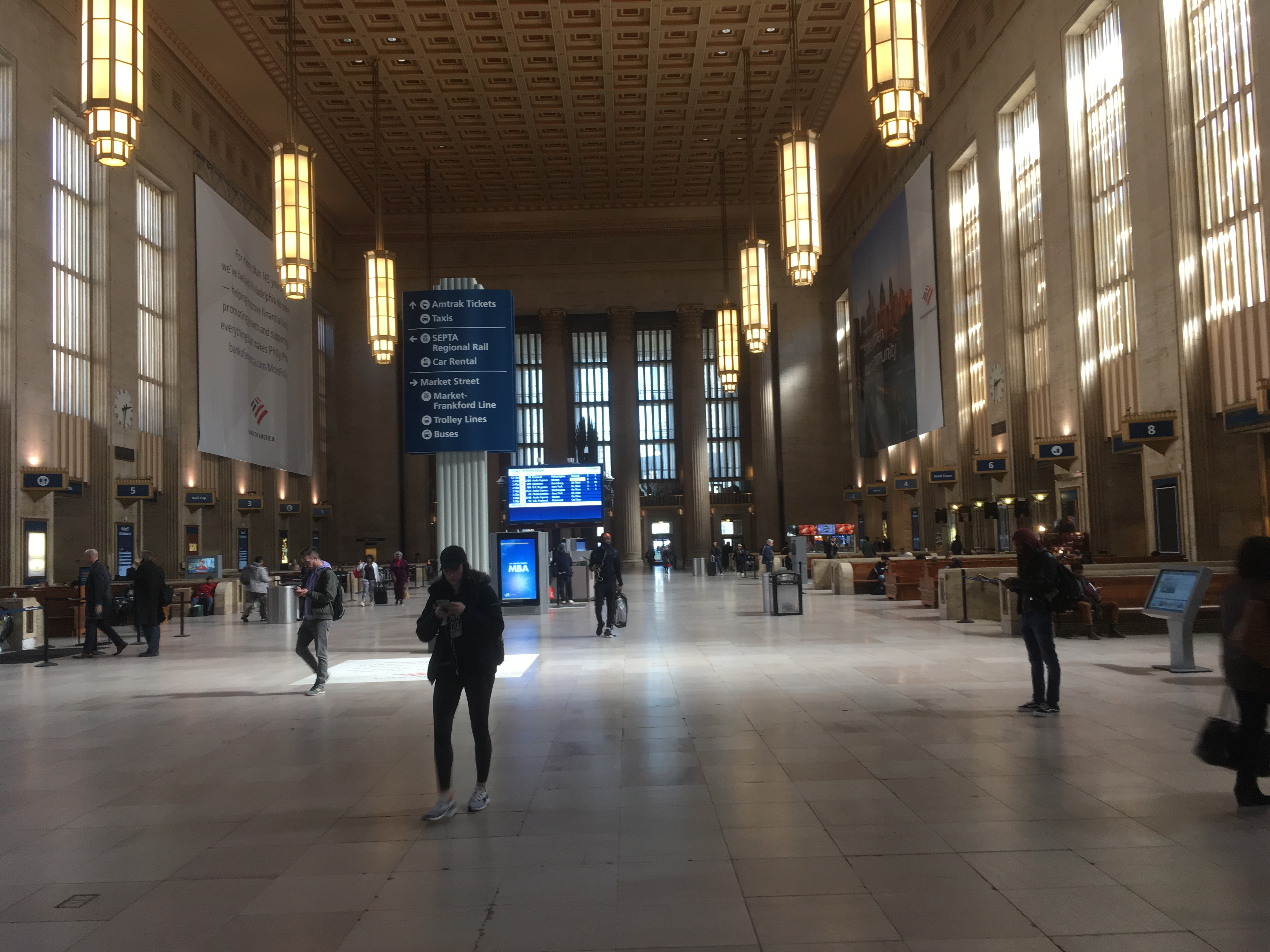
فضای داخلی آرت دکوی سالن بزرگ، ایستگاه خیابان سی‌ام در فیلادلفیا

طراحی داخلی (به انگلیسی: Interior Design)، هنر و علم ارتقای فضای داخلیِ ساختمان برای دستیابی به محیطی سالم‌تر و زیباتر برای افرادی است که از فضا استفاده می‌کنند. طراح داخلی کسی است که چنین پروژه‌های ارتقایی را برنامه‌ریزی، تحقیق، هماهنگی و مدیریت می‌کند. طراحی داخلی یک حرفه چند وجهی است که شامل توسعهٔ مفهومی، برنامه‌ریزی فضا، بازرسی سایت، برنامه‌نویسی، تحقیق، ارتباط با ذینفعان یک پروژه، مدیریت ساخت و اجرای طرح است.
در لغت‌نامه ی وبستر، طراحی داخلی چنین تعریف شده‌است: «هنر یا عمل برنامه‌ریزی و نظارت بر طراحی و اجرای معماری داخلی و مبلمان». طراحی داخلی فرایند شکل‌گیری و هماهنگی ویژگیهای زیبایی ساختمان از داخل، با هدف تأمین نیازهای لازم برای استفاده راحت از آن است.

## تاریخچه حرفه‌ای طراحی داخلی
در گذشته، فضای داخلی به‌طور غریزی به عنوان بخشی از پروسه ساختمان قرار داده‌می‌شد. حرفه طراحی داخلی نتیجه‌ای از توسعه جامعه و معماری پیچیده‌ای شده‌است که ناشی از توسعه فرایندهای صنعتی است. پیگیری استفاده مؤثر از فضا، کاربر رفاه و طراحی عملکردی به توسعه حرفه‌ای طراحی داخلی معاصر کمک کرده‌است.

## دکوراتور داخلی ساختمان و طراح داخلی
حرفه طراحی داخلی به وضوح تعریف نشده و پروژه‌های انجام شده توسط یک طراح داخلی به‌طور گسترده‌ای متفاوت است. عباراتی مانند دکوراتور و طراح اغلب مترادف استفاده می‌شود. با این حال، تمایز میان اصطلاحات وجود دارد.

### دکوراتور داخلی
واژه دکوراتور داخلی در اواخر قرن نوزدهم اوایل قرن بیستم پدید آمده‌است. به آن دسته از دست‌اندرکاران گویند که در تنظیم داخلی در سبک‌های مختلف تخصص دارد. در این متن سبک اشاره به یک ترکیب بندی بر اساس یک تصویر از یک ایده خاص، زمان، مکان، و غیره به عنوان مثال: ویکتوریا، گرجستان، دکو، هنر مدرن، و غیره دارد. اصطلاح دکوراتور داخلی نیز نشان می‌دهد تمرکز بر جنبه‌های زینتی و متحرک از داخل کابین، مانند رنگ، مبلمان، مبلمان قالب‌گیری‌های و قاب سازی، طراحی دارد.

### طراح داخلی
جامعه طراحان داخلی آمریکا(ASID) طراح داخلی را چنین تعریف می‌کند: «متخصصی برای طراحی فضاهای داخلی، با عملکرد و کارایی بالا که تخصص خود را از طریق آموزش‌های رسمی کسب کرده‌است.»
طراح داخلی مستلزم آن است که تأکید بر برنامه‌ریزی، طراحی کاربردی و استفاده مؤثر از فضا که در این حرفه وجود دارد، در مقایسه با تزئین فضای داخلی بیشتر باشد. طراح داخلی می‌تواند پروژه‌هایی که شامل تنظیم فاصله‌های طرح اولیه را در داخل یک ساختمان و همچنین پروژه‌هایی که نیاز به درک درستی از مسائل فنی مانند آکوستیک، نور، دما، و غیره دارند را انجام دهد.
اگرچه یک طراح داخلی ممکن است لایه‌ای از فضا را بسازد، وی ممکن نیست فضا را بدون داشتن تصویب یک معمار بسازد. به همین دلیل است که بسیاری از طراحان داخلی تمام تحصیلات خود را برای یک معمار خوب شدن می‌گذرانند. طراح داخلی ممکن است مایل به کسب تخصص‌هایی از انواع زمینه‌های طراحی داخلی برای توسعه دانش فنی خاص به آن منطقه باشد. زیبایی در طراحی داخلی مستلزم این است که دانش در زمینه طراحی داشته باشید تا بتوانید به بهترین نحو فعالیت کنید.

## تخصص معماری داخلی

### مسکونی
طراحی مجتمع‌های مسکونی طراحی داخلی اقامتگاه خصوصی است.

### بازرگانی

دکوراسیون داخلی یک آرایشگاه زنانه در همدان

طراحی تجاری دربرگیرنده طیف گسترده‌ای از تخصص‌های زیر است:

#### خرده فروشی
خرده فروشی شامل مراکز خرید، فروشگاه، فروشگاه تخصصی، تجاری و نمایشگاه‌های تجسمی است.

#### برند تجسمی و فضایی
استفاده از فضا به عنوان یک رسانه به بیان نام تجاری شرکت‌ها

#### شرکت
طراحی دفتر شرکت برای هر نوع کسب و کار

#### بهداشت و درمان
طراحی بیمارستان‌ها، امکانات کمک‌های زندگی، ادارات پزشکی، دفاتر دندانپزشک، امکانات روان‌پزشکی، آزمایشگاه‌ها، امکانات پزشکی ویژه

#### مهمان نوازیو تفریح
شامل هتل‌ها، متل‌ها، تفرجگاه‌ها، کافه‌ها، رستوران‌ها، باشگاه‌های سلامت و چشمه‌های معدنی، و غیره

#### رسمی و سازمانی
ادارات دولتی، موسسات مالی (بانک‌ها و تعاونی‌های اعتباری)، مدارس و دانشگاه‌ها، آرایشگاه‌ها، امکانات مذهبی و غیره

#### مراکز صنعتی
ساخت و امکانات آموزشی و همچنین امکانات صادرات و واردات

### دیگر
مناطق دیگر این تخصص عبارتند از: طراحی نمایشگاه و موزه، طراحی رویدادها (از جمله مراسم‌ها، کنوانسیون‌ها و کنسرت)، تئاتر و طراحی با کارایی، طراحی در تولید فیلم و برای تلویزیون.

## حرفه

### آموزش و پرورش
مسیرهای مختلفی وجود دارد که فرد می‌تواند تبدیل به یک طراح داخلی حرفه‌ای شود. همه این مسیرها شامل نوعی از آموزشها است. کار کردن با یک طراح حرفه‌ای موفق، روش غیررسمی آموزش است و قبلاً شایعترین روش آموزش و پرورش بوده‌است.

### شرایط کاری
طیف گسترده‌ای از شرایط کار و فرصت‌های شغلی طراحی داخلی وجود دارد. شرکت‌های بزرگ اغلب طراحان داخلی را به عنوان کارمند در ساعات منظم استخدام می‌نمایند. ولی بعضی طراحان بدون اینکه در جایی استخدام شوند فعالیت حرفه ای در فضای مجازی دارند به عنوان مثال برادران موسوی تحت عنوان دیزاین لاکچری در فضای مجازی به فعالیت حرفه ای می‌پردازند و همچنان جزء برترین‌های ایران به‌شمار می‌آیند.

### درآمد
درآمد طراحان داخلی با توجه به کارفرما و تجربه و شهرت فردی آن‌ها متفاوت است. برای پروژه‌های مسکونی طراحان داخلی خودکار عمل می‌کنند و درآمد هر یک از آن‌ها معمولاً هزینه ۱۰ الی ۲۰ درصد (بسته به شهرت طراح) از مبلغ نهایی قرارداد است و معمولاً فاکتور به فاکتور تسویه می‌شود که به این نوع قرارداد مدیریت پیمان نیز گفته می‌شود.

## سبک‌های دکوراسیون داخلی
هر یک از سبک‌های دکوراسیون داخلی، از نظر استفاده از خطوط و شکل‌ها، رنگ‌ها، متریال و مصالح و جزئیات دیگر، با یکدیگر تفاوت دارند. در ادامه لیستی از این سبک‌ها و ویژگی‌های کلی آن‌ها آورده شده‌است:
سبک مدرن
سبک مدرن یکی از جنبش‌های معماری و طراحی است که در اوایل قرن ۲۰ میلادی شکل گرفت. در این سبک استفاده از متریال‌های طبیعی، رنگ‌های خنثی و رنگ‌هایی که در طبیعت دیده می‌شود، در فضا کاربرد دارد. همچنین از ویژگی‌های مهم سبک مدرن، عدم استفاده از جزئیات اضافی است که باعث شده‌است، مبلمان به‌کار رفته در آن را به با خطهای مستقیم و صاف و بدون ظریف کاری ببینیم.
کلاسیک
بر اساس تعریف دائرةالمعارف Treccani، سبک کلاسیک مجموعه‌ای از مفاهیم و قواعدی است که برگرفته از رم و یونان باستان است و در هنر، از آن به کار گرفته می‌شود. با این تعریف انتظار می‌رود که فضای داخلی که به این سبک دیزاین و دکور شده باشد، چیدمانی متقارن و هماهنگ، متریال‌هایی با کیفیت و گران‌قیمت، ستون، کتیبه، گچبری، مجسمه‌های آنتیک، رنگ‌های خنثی روشن و مبلمانی ظریف کاری شده، داشته باشد.
مینیمال
ویژگی بارز فضایی که به سبک مینیمال دکور شده باشد، سادگی و عدم درهم ریختگی آن است. در واقع این سبک بر کارایی و ضرورت استوار است و در آن نباید از مبلمان و اثاثیه غیر ضروری استفاده کرد. همچنین طراحی وسایل موجود در آن باید ساده و بدون جزئیات باشد و آن را به صورت مونوکروماتیک دیزاین کرد.
سبک ژاپنی
سبک دکوراسیون ژاپنی ریشه در فرهنگ سنتی ژاپن و مکتب ذِن دارد؛ بنابراین با در نظر گرفتن اصول این مکتب، دکوراسیون ژاپنی در کنار حفظ زیبایی خانه، به آرامش بخش بودن خانه تمرکز بسیار زیادی دارد. همچنین طرفدار محیطی متعادل، مرتب و به دور از هرگونه تجملات است و عناصر و متریال‌های طبیعی نیز نقش کلیدی در اجرای این نوع دکوراسیون دارند. در این سبک رنگ غالب فضا سفید است و باید نور خورشید به فراوانی وارد آن شود. همچنین عناصر معماری و اثاثیه ژاپنی مانند حصیر تاتامی و شوجی در این نوع سبک کاربرد دارد.
روستیک
سبک روستیک در اصل از متریال‌های ارگانیک و طبیعی در فضای داخلی خود استفاده می‌کند. این سبک جلوه‌ای ساده و طبیعی دارد و باید مصالحی چوبی و سنگی که در آن به کار گرفته می‌شود، خام باشد و هیچ فرایند تولیدی و مهندسی روی آن‌ها انجام نگرفته باشد.  البته اگر منظور ما سبک مدرن روستیک  باشد ،
تابع تعاریف هنری خاصی میباشد که نشان از سبک و برند روستیک دارد
استفاده از مصالح طبیعی چوب سنگ و فلز جز اصول و مواد اولیه است
برش های راف و صاف ، ابزار های طبیعی برای ساخت و نشان دادن طبیعت مصالح مورد نظر است
اگر از روستیک منظور ما وسایل روستایی باشد ، وسایل مورد نیاز   در استفاده خانه مورد نظر است که سخت گیری های هنری بر آن مترتب نیست
هر چند که هر ساخته یونیک و دست ساز خود بی گمان یک اثر هنری است.
همچنین در این سبک متریال‌های مدرن و امروزی، مانند پلی اورتان ، پلکسی گلاس و پلاستیک، بهتر است که به صورت محدود به کار گرفته شود.
سبک چینی
گرچه ممکن است دقیقاً نوع یکسانی از سبک معمول چین را تعریف کردن به نظر آسان باشد، اما تصورات ما نمونه هایی را میتوانند ایجاد کنند که معمولاً در ذهن انسان‌ها مطلقاً یک فضای داخلی چینی را تجسم می‌کنند.
ارتفاعات درخشان از چوب های تیره و لاکی، فانوس های کم نور، تزیینات فراوان، مبلمان و میزهای چوبی مقوّی، و رنگ آمیزی که به‌طور معمول از رنگ‌های گرم تیره و با رنگ‌های سرخ‌طبق رنگ مانند خوشبخت‌بین‌ترین رنگ در فرهنگ چینی یعنی سرخ مرکب از سیاه و طلایی ترکیب شده است.
تمامی این عناصر مربوط به تصور کلاسیک یک فضای داخلی شرقی است، که بر طراحی آن از هزاران سال فرهنگ چینی و تکامل تزئینات الهام گرفته شده، تا به 1000 سال قبل از میلاد برمی گردد. طراحی آسیایی به‌طور جذاب با یک فضای درونی مشخص و همیشه به یک شکل یا دیگر به فضای مبنایی مربوط است و طراحی داخلی به سبک چینی اغلب این احساس هماهنگی را با تلفیق اثرات تکمیلی از سراسر قاره تداعی می کند.
به عنوان نمونه، عناصر طراحی داخلی ژاپنی و چینی معمولاً ترکیب می شوند. طبیعت ظریف طراحی سنتی ژاپنی که سادگی و شفافیت الگوی زیبندگی چینی را نقض می‌کند. عنصر اصلی این است که فضاهای درونی چینی پر از احساس هماهنگی، دکوراسیون و هنرهای زیبایی دستی و مدیریت رنگ و فضا هستند.
سبک ماوریک
با افزایش محبوبیت ایده‌های خلاقانه در طراحی داخلی برای دیزاین و چیدمان خانه، استفاده از این ایده‌ها برای افزایش کارایی و بهره‌وری در فضاهای مختلف یک ساختمان بسیار حائز اهمیت دارد. سبک‌های مختلف در طراحی داخلی می‌توانند مناسب برای تمامی سلیقه‌ها و به ویژه برای فضاهای مختلف با ویژگی‌های متنوع باشند. این سبک‌ها با ارائه ایده‌های متنوع می‌توانند به نیازهای روحی مختلف افراد پاسخ دهند. در بین طراحی‌ها و سبک‌های مختلف، یکی از سبک‌های زیبا و تأثیرگذار، سبک طراحی داخلی ماوریک است. این سبک همچنین از محبوبیت زیادی در فضاهای داخلی خانه‌ها برخوردار است و طرفداران زیادی دارد.
درباره این سبک می‌توان گفت که بیشتر از هر چیز دیگر بر اساس قدرت تخیل و ابتکار طراح متمرکز است. به همین دلیل، طراحی ماورایی از استایل و قوانین خاصی پیروی نمی‌کند. در این سبک، ایده دقیق و مشخصی را پیگیری کردنی نیست. به جای آن، الگوها و طرح‌هایی دیده می‌شود که به سمت ماورایی هستند. اینها آنچه که از ذهن خلاق طراح سرچشمه می‌گیرد و بر اساس تخیل و ابتکار او پیاده‌سازی می‌شود.
سبک مراکشی
طراحی داخلی مراکشی یکی از عجیب‌ترین و جذاب‌ترین سبک‌های دکوراسیون داخلی است. این سبک ترکیبی از فرهنگ‌های مختلفی از جمله فرهنگ عربی، مدیترانه‌ای و آفریقایی است. با استفاده از سبک مراکشی می‌توانید چندین سبک را در دکوراسیون داخلی خانه خود ترکیب کنید. طراحی داخلی مراکشی به دلیل تاثیر فرهنگ عربی به‌خصوص به واسطه موقعیت جغرافیایی کشور، دارای جذابیت‌های فراوانی است.
رنگ‌های زنده و پرانرژی یکی از ویژگی‌های بارز دکوراسیون مراکشی است که این سبک را برای طراحی داخلی خانه‌های سنتی و مدرن جذاب و پویا می‌کند. نمادگرایی سبک مراکشی به تاریخ و فرهنگ این کشور برمی‌گردد و با ترکیب رنگ‌ها، طرح‌های هندسی و تزئینات مختلف، فضاهای داخلی خانه را جذاب و زیبا می‌سازد.
سبک اسکاندیناویایی (Scandinavian Style)
سبک اسکاندیناویایی در دکوراسیون داخلی بر سادگی، کارایی و آرامش تأکید دارد. این سبک از کشورهای شمال اروپا (مانند سوئد، دانمارک، نروژ و فنلاند) سرچشمه گرفته و ویژگی‌های اصلی آن شامل رنگ‌های روشن (مانند سفید، خاکی و طوسی)، مبلمان ساده و کم‌حجم، و استفاده از مواد طبیعی (چوب روشن، بامبو و پارچه‌های نرم) است. فضاهای باز و نور طبیعی از اصول مهم سبک اسکاندیناویایی هستند. این سبک به عملکردگرایی، آرامش و گرمای طبیعی توجه دارد و اغلب از طراحی‌های مینیمالیستی برای خلق محیطی ساده و راحت استفاده می‌کند.
به صورت خلاصه:
- ویژگی‌ها: سادگی، کارایی و راحتی. در این سبک، استفاده از رنگ‌های روشن و فضای باز، استفاده از چوب‌های روشن، و تاکید بر کارایی و سادگی طراحی بسیار اهمیت دارد.
- ویژگی‌های اضافی: مبلمان کم‌حجم و چندمنظوره، استفاده از پارچه‌های نرم و گرم، نور طبیعی.
- مناسب برای: فضاهای کوچک و کسانی که به سادگی و گرما در خانه اهمیت می‌دهند.

سبک مصری
سبک رومی
سبک هندی
سبک یونان باستان
سبک روکوکو
سبک انگلیسی
سبک ویکتوریایی
سبک فرانسوی
سبک سوئدی
سبک آرت نوو
سبک آرت دکو
سبک آرت دکو یک سبک دکوراسیون داخلی است که در دهه‌های 1920 و 1930 محبوب شد. این سبک با الگوهای هندسی، رنگ‌های غنی (طلایی، مشکی، قرمز) و استفاده از مواد لوکس مانند مرمر، فلزات براق و چرم شناخته می‌شود. آرت دکو ترکیبی از طراحی‌های مدرن و کلاسیک است و بر تزئینات زیبا و پیچیده تأکید دارد. این سبک فضایی شیک و لوکس ایجاد کرده و بیشتر در فضاهای رسمی و مجلل مانند هتل‌ها و خانه‌های اشرافی کاربرد دارد.
سبک باروک
سبک گوتیک
سبک گوتیک در دکوراسیون داخلی به طراحی‌های پیچیده و مجلل قرون وسطی اشاره دارد که با ویژگی‌هایی چون رنگ‌های تیره (سیاه، بنفش، قرمز و طلایی)، مبلمان سنگین و حکاکی‌شده، و جزئیات تزئینی پیچیده شناخته می‌شود. این سبک بر فضای مرموز و شکوه تاریخی تأکید دارد و معمولاً از شیشه‌های رنگی، فلزات تزئینی و چوب‌های سنگین برای ایجاد حس قدرت و جلال استفاده می‌شود. در دکوراسیون گوتیک، نورپردازی کم و طراحی‌های هنری پیچیده در لوازم تزئینی و مبلمان رایج است. این سبک بیشتر برای ایجاد فضایی با احساس قدرت و تاریخ‌مند بودن مناسب است.
به صورت خلاصه:
- ویژگی‌ها: این سبک بیشتر بر دکوراسیون‌های تاریک، پرجزئیات و مجلل تاکید دارد. رنگ‌های تیره مانند سیاه و بنفش، همراه با مبلمان سنگین و تزیینات گران‌بها.
- ویژگی‌های اضافی: چراغ‌های رومیزی با طراحی پیچیده، استفاده از پارچه‌های مخمل و چرم.
- مناسب برای: افرادی که به فضاهای پیچیده و ظریف علاقه دارند.

سبک اوریگامی
سبک مونوکروماتیک
سبک سنتی ایرانی
این سبک در دوران قاجار بسیار رایج بوده‌است.
سبک اسلامی

## در تلویزیون
طراحی داخلی یک جنگ تلویزیونی در انگلستان شده‌است؛ برنامه‌های عمومی دکوراسیون داخلی شامل ۶۰ دقیقه دوباره‌سازی در ITV تغییر دادن اتاق‌ها در BBC و فروش خانه‌ها در کانال۴. معماران داخلی معروفی که در شکل گرفتن این برنامه‌ها کار می‌کنند از جمله لیندا بارکر و لارنس لیولین-برون. در ایالات متحده شبکه TLC برنامه‌های عمومی با عنوان فضاهای تجاری را پخش می‌کند که برنامه‌ای با ساختاری شبیه به برنامه‌های در انگلیس دگرگونی در اتاق‌ها است.

## چاپ و روی اینترنت
مستند مجلات طراحی داخلی داخل خانه‌ها، مبلمان، لوازم خانگی، منسوجات و معماری معمولاً در یک قالب بسیار خاص یا درست می‌شوند. همچنین ممکن است از کافه‌ها، خانه‌های تاریخی، زندگی سازگار با محیط زیست باشند.. هر مطلبی یا نشریه اغلب به عنوان «چگونه به» عمل می‌کند و طراحان داخلی را همان اندازه که به استیل‌ها و دکورها راهنمایی می‌کند به آن‌ها می‌گوید به روز باشند و آن‌ها را از اخبار روز طراحی داخلی و آخرین روندها مطلع می‌کند.

## طراحان داخلی برجسته ساختمان
دکوراتورهای طراح داخلی ساختمان اولیه دیگر:
- سیبیل کولفکس
- دراپر دوروتی
- پیر فرانسوا لئونارد فن تاین
- سیری موآم
- السی دی ولف

بسیاری از طراحان داخلی مشهور قرن بیستم هیچ دوره تخصصی ندیدند. خواهر پریشی، دنینگ رابرت و وینسنت فورکید، جویس کری، ویرسلر کلی، استفان بودین، جفری ژرژ، امیلیو تری، کارلوس د بستیگویی، پتروزینو نینا، مونگیاردینو لورنزو، بلبل دیوید هیکس، کریس وولز و بسیاری دیگر از نوآوران روند تنظیم جهان در طراحی و دکوراسیون بودند.

## مراحل طراحی داخلی
طراحی دکوراسیون داخلی خانه به شرح ذیل است:

### گرفتن اطلاعات در خصوص خواسته‌های کارفرما
در این مرحله طراح باید کلیه اطلاعاتی را که مربوط به خواسته‌های کارفرما یا سفارش دهنده است جمع‌آوری و آن‌ها را به ترتیب اهمیت و اولویت فهرست نماید. از جمله مشخص کردن سبک دکوراسیون؛ یکی از راه‌هایی که می‌توانیم سلیقه کارفرما را بدانیم این است که از کارفرما بخواهیم نمونه عکس‌هایی که دوست دارد را به ما نشان دهد تا ما با این کار متوجه می‌شویم که سبک کارفرما بیشتر در چه حوزه ای هست. در صورتی که کارفرما عکسی نداشت شما به عنوان مهندس مشاوره می‌توانید چند نمونه عکس به کارفرما نشان دهید تا کارفرما یکی را انتخاب کند.
نکته مهم نحوه سؤال پرسیدن از کارفرما است؛ سعی کنید سؤالات و نکات مهم را از زبان کارفرما بدست بیاورید و مهم‌تر از همه این است که یک گوش شنوا باشید.

### جمع‌آوری اطلاعات فنی
شما در این مرحله نمونه عکس‌ها را دیده‌اید و با کارفرما صحبت کرده‌اید. حال باید به صورت ذهن آزاد شروع به طراحی کنید. در صورتی که بخواهید در این مرحله به فکر جزئیات و فنی باشید ذهن شما به اصطلاح قفل می‌شود. در نهایت با تغییرات کم جزئیات به دست میاد در معماری به این شیوه از کل به جز گفته می‌شود.

### تمرکز بر روی طراحی و خلق اثر در ذهن
تا این مرحله طراح برای اثر خود تلاشی نمی‌کند، بلکه فقط اطلاعات مورد نظر را جمع‌آوری می‌نماید و از این پس باید با تمرکز لازم سعی کند اثر و طرح خود را در ذهن ایجاد نماید.

### پیاده نمودن طرح با دست آزاد (اسکیس)
طراح در این مرحله که یکی از مراحل مهم طراحی است، باید طرح ایجاد شده در ذهن خود را با حداقل جزئیات بر روی کاغذ پیاده نماید. ضمن اینکه باید از هر وسیله و ابزاری که سبب از بین رفتن تمرکز وی شود اجتناب کند. نکته دیگری که در این مرحله حائز اهمیت است این است که طراح اگر طرحی به نظرش رسید لازم است همان لحظه آن را پیاده کند، زیرا ممکن است دیگر آن طرح را به یاد نیاورد و این توسط طراحی با دست آزاد امکان‌پذیر است.

### وارد کردن طرح در نرم‌افزار به صورت دو بعدی
در این مرحله تمام جزئیات به صورت دقیق به کمک اصول نقشه‌کشی ترسیم می‌شود؛ شما می‌توانید از نرم‌افزار اتو کد برای ترسیم نقشه دو بعدی استفاده کنید.

### سه بعدی سازی و ارائه
در این مرحله طراح سعی می‌کند طرح خود را بیشتر با تکیه بر نقشه‌های سه بعدی و با زیباسازی آن‌ها توسط رنگ، نور، بافت، قرار دادن موضوعات جنبی و…، که به درک طرح توسط مخاطب کمک می‌نماید، ارائه نماید؛ زیرا هدف، قبولاندن طرح به کارفرما است.
در این مرحله نقشه‌ها باید تکثیر شوند و در اختیار مخاطب قرار گیرند و معمولاً از ارائه نقشه اصلی، که برای ایجاد آن بسیار زحمت کشیده شده‌است، خودداری می‌گردد. در زمینه ۳ بعدی کردن نرم‌افزارهای زیادی در بازار وجود دارند ولی یکی از قویترین نرم‌افزارها تری دی مکس است. رندی یا خروجی که این نرم‌افزار به شما می‌دهد بسیار طبیعی تر از نرم‌افزارها دیگر است.

### تکثیر و ارائه نقشه
در این مرحله نقشه‌ها باید تکثیر شوند و در اختیار مخاطب قرار گیرند و معمولاً از ارائه نقشه اصلی، که برای ایجاد آن بسیار زحمت کشیده شده‌است، خودداری می‌گردد.
در این مرحله کارفرما کار را می‌بیند و اگر احتیاج به ادیت بود شما موظف هستید کارفرما را راضی کنید و توجیه منطقی ارائه دهید.

## نگارخانه طراحی داخلی

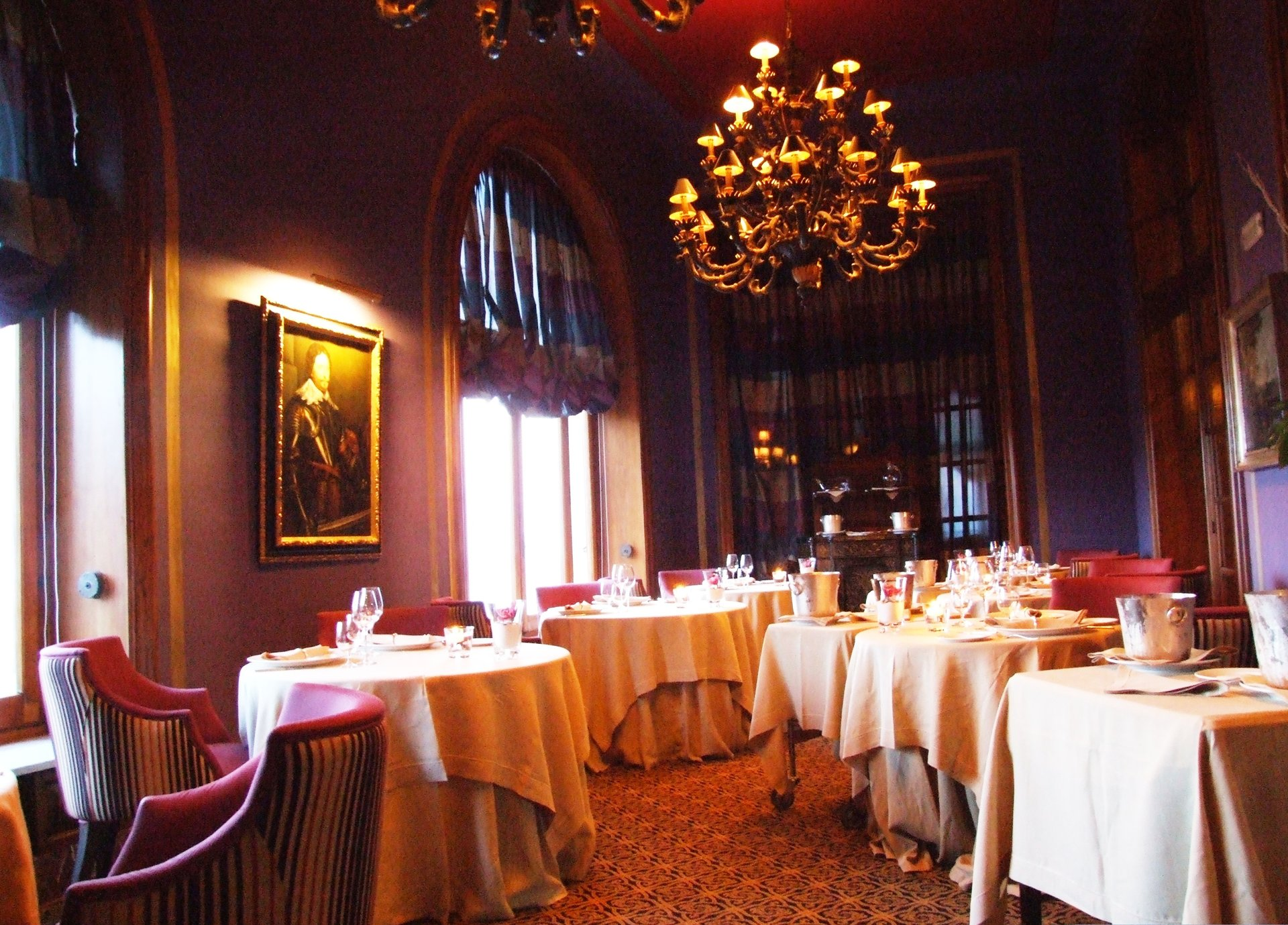
هتل سن دومنیکو در تائورمینا
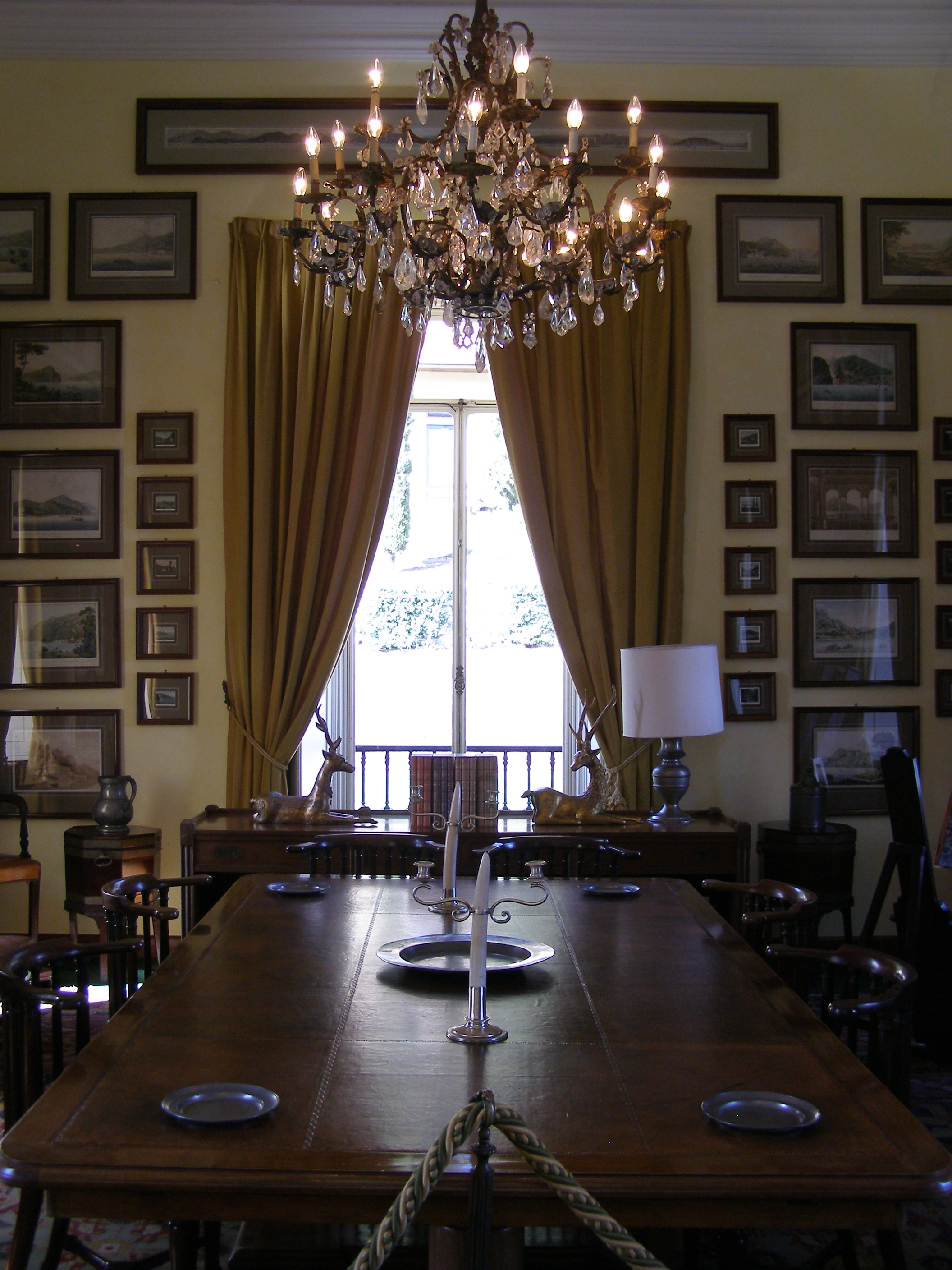
ویلای دلم Balbianello
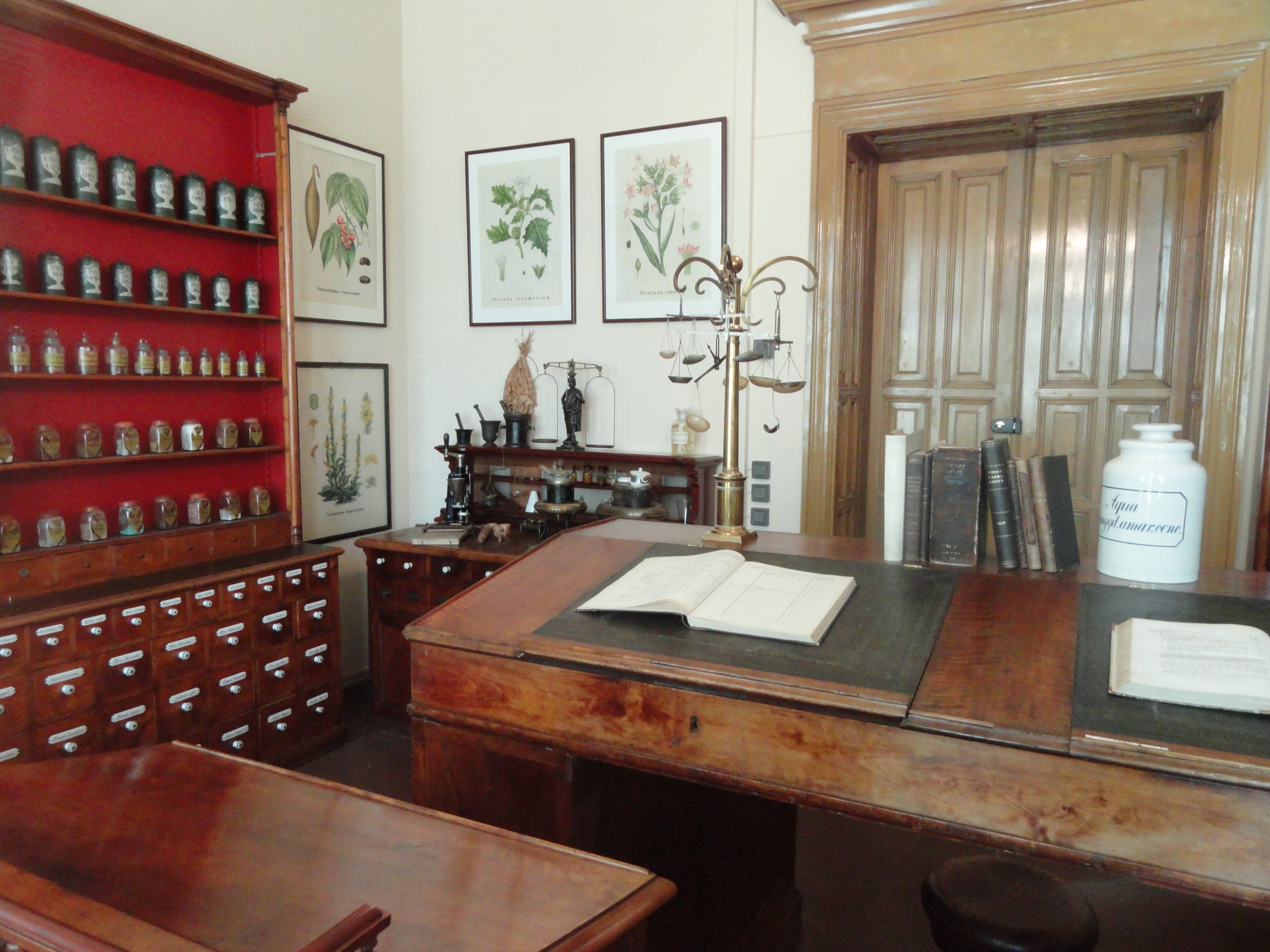
اتاق عطار
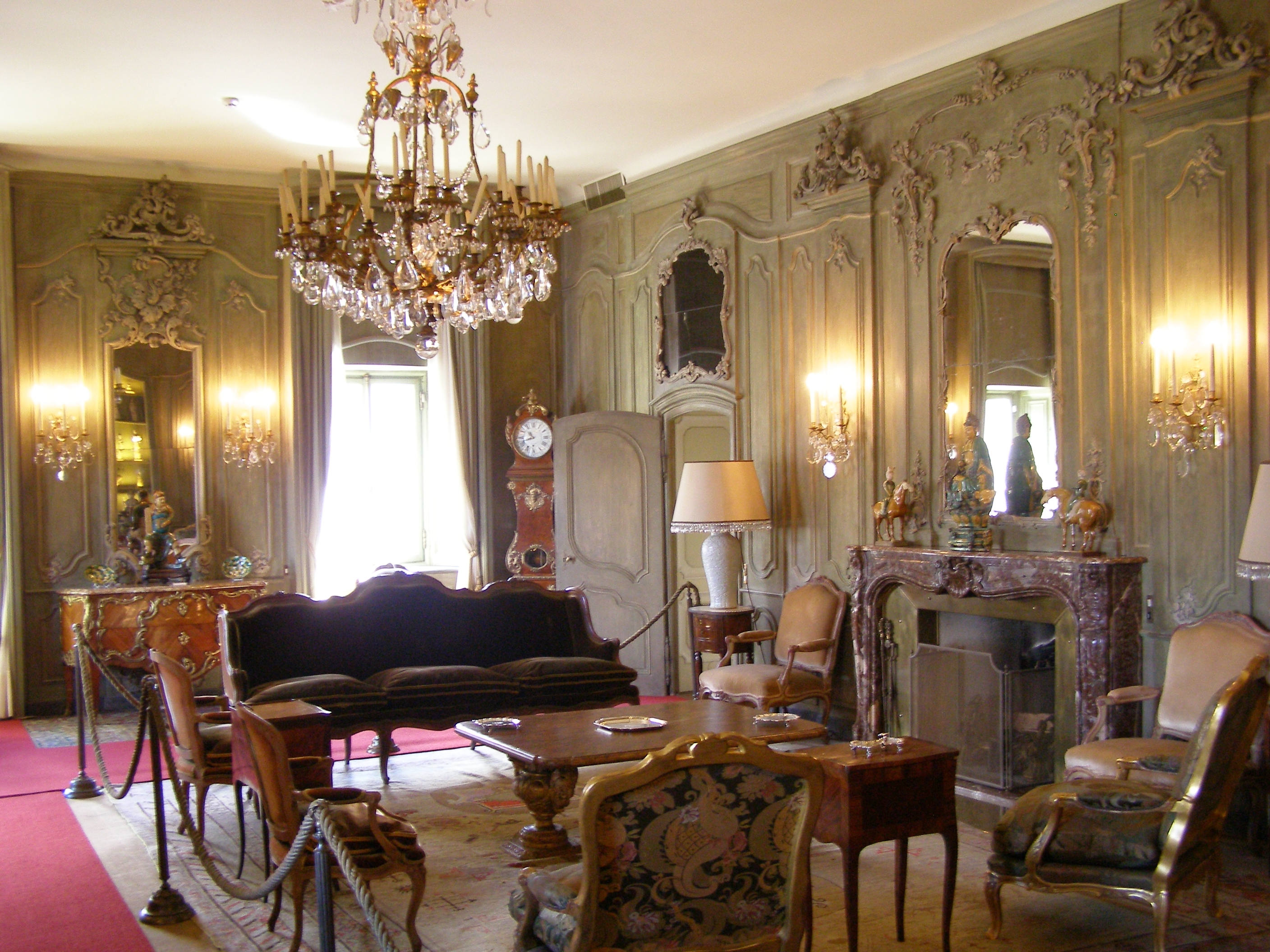
ویلای دلم Balbianello ]
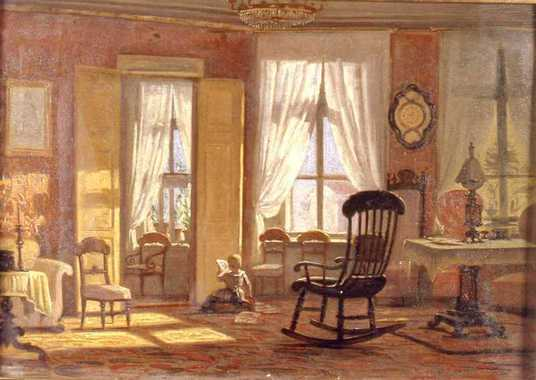
A salong
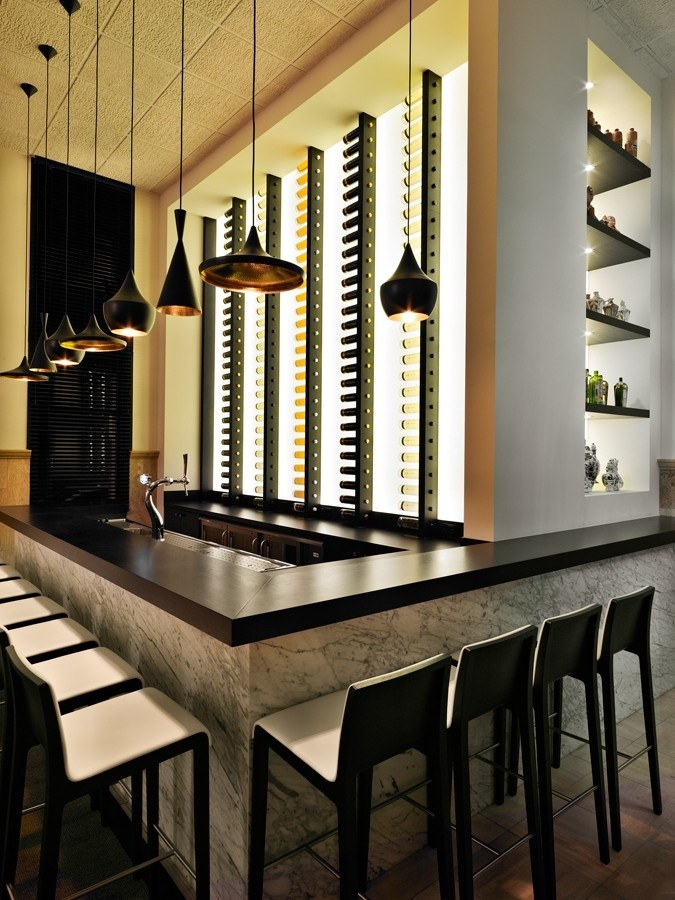
Bar in رتردام
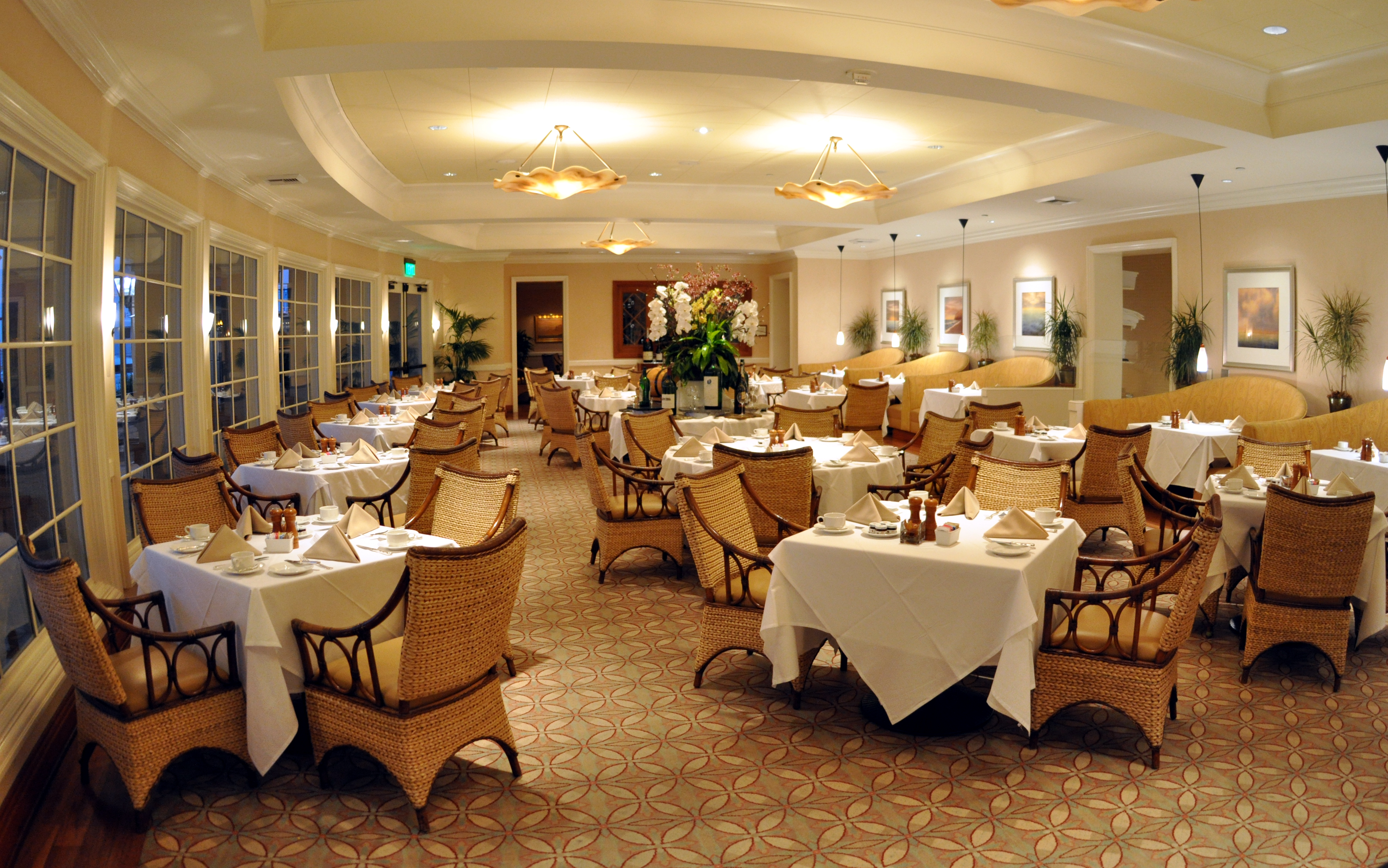
Balboa Bay Club
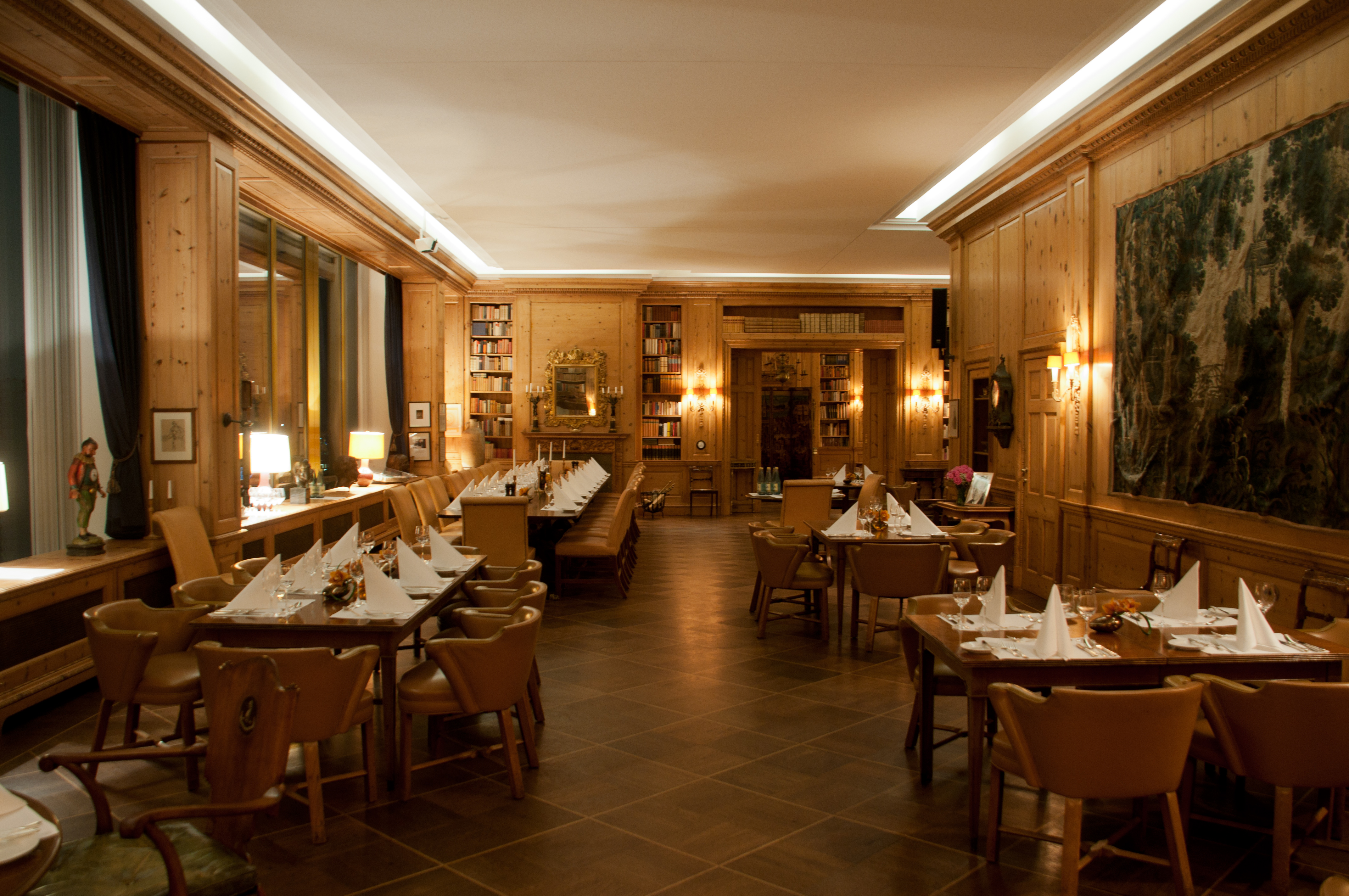
Springer- Hochhaus